# USS Milius (DDG-69)
USS Milius (DDG-69) je torpédoborec Námořnictva Spojených států amerických třídy Arleigh Burke. Je devatenáctou postavenou jednotkou své třídy. Postaven byl v letech 1994–1996 loděnicí Ingalls Shipbuilding ve městě Pascagoula ve státě Mississippi. Torpédoborec byl objednán v roce 1992, dne 8. srpna 1994 byla zahájena jeho stavba, hotový trup byl spuštěn na vodu 1. srpna 1995 a 23. listopadu 1996 byl zařazen do služby.

## Služba

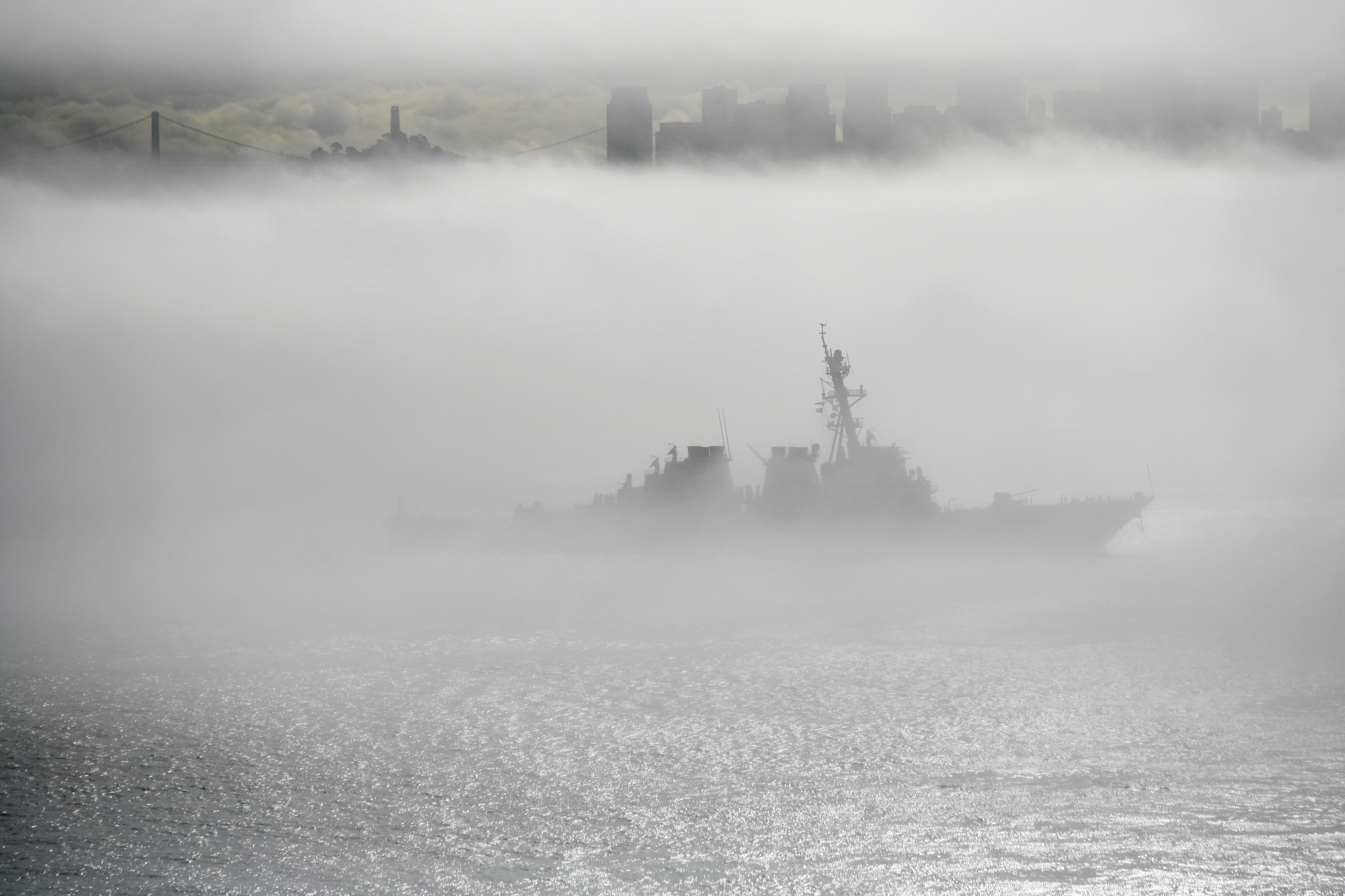
USS Milius v San Franciscu

První nasazení plavidla proběhlo od května do listopadu 1998. Druhé pětiměsíční nasazení plavidla proběhlo od června 2000 v oblasti Pacifiku. Od listopadu 2002 do června 2003 se Milius v rámci bojové skupiny letadlové lodě USS Constellation podílel na operaci Southern Watch, operaci Trvalá svoboda a byl nasazen i během invaze do Iráku.
Dne 19. března 2003 se, společně s torpédoborcem USS Donald Cook, křižníky USS Bunker Hill, USS Cowpens a útočnými ponorkami USS Cheyenne a USS Montpelier, zapojil do úvodu války v Iráku. Uvedená plavidla vypustila na cíle v Iráku celkem 42 střel s plochou dráhou letu Tomahawk TLAM. Dne 26. března 2003 Milius svými střelami napadl další irácké cíle – celkem vypustil 28 střel Tomahawk TLAM.